# Хавиланд (Њујорк)
Хавиланд (енгл. Haviland) насељено је место без административног статуса у америчкој савезној држави Њујорк.

## Демографија
По попису из 2010. године број становника је 3.634, што је 76 (-2,0%) становника мање него 2000. године.
| Група             | 2000.         | 2010.         |
| Белци             | 3.407 (91,8%) | 3.079 (84,7%) |
| Афроамериканци    | 108 (2,9%)    | 207 (5,7%)    |
| Азијати           | 65 (1,8%)     | 79 (2,2%)     |
| Хиспаноамериканци | 83 (2,2%)     | 199 (5,5%)    |
| Укупно            | 3.710         | 3.634         |